# Перборат калия
Перборат калия — неорганическое соединение,
соль калия и надборной кислоты с формулой KBO3,
бесцветные кристаллы,
растворяется в воде,
образует кристаллогидраты.

## Физические свойства
Перборат калия образует бесцветные кристаллы.
Растворяется в воде, не растворяется в этаноле и эфире.
Образует кристаллогидрат состава KBO3•0,5H2O.